# Гай Помпоний Пий
Вижте пояснителната страница за други личности с името Гай Помпоний Пий.
Гай Помпоний Пий (на латински: Gaius Pomponius Pius) e политик и сенатор на Римската империя през 1 век.
Произлиза от фамилията Помпонии. През юли/август 65 г. по времето на император Нерон е суфектконсул заедно с Гай Аниций Цериал.
Неговият син Гай Помпоний Пий е суфектконсул 98 г. заедно с император Траян.